# Yamatake Misao
Misao Yamatake là một cầu thủ bóng đá người Nhật Bản.

## Sự nghiệp câu lạc bộ
Misao Yamatake đã từng chơi cho Yokohama Flügels.